# Pécsi VSK (labdarúgás)
A Pécsi Vasutas Sportkör Pécs város egyik labdarúgóklubja, amelyet 1919-ben alapítottak. A jelenleg a Baranya vármegyei labdarúgó-bajnokság első osztályában szereplő alakulat színe a fekete-fehér. A csapat háromszor szerepelt a magyar első osztályban. A klub legjelentősebb egyéni sikerét az olimpiai válogatott labdarúgó, Bérczes András érte el, aki az 1936-os berlini olimpiai játékokon szerepelt a magyar válogatottban. Az 1952-ben átadott PVSK labdarúgó stadion 12000 ember befogadására alkalmas. A 22 ezres nézőcsúcs 1955. március 20-án volt a Pécsi Dózsa – Budapesti Honvéd mérkőzésen, amelyen a hazaiak nyertek 2-0-ra. 1970-ben ebben a stadionban játszott a Juventus és a Newcastle United is a Pécsi Dózsa (a Pécsi Mecsek FC elődje) ellen.

## Története

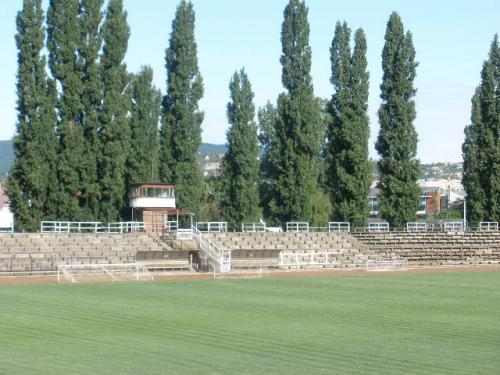
A PVSK stadion Pécs legnagyobb stadionja volt lebontása előtt.

1919. szeptember 26-án jegyezték be a PVSK nevet hazai pályán a PMSC-Bőrgyár elleni 2-2-es döntetlen alkalmával. Az első sikert az 1931-1932-es Magyar Vasutas Bajnokságon érték el, a bajnoki cím elhódításával.
Hatalmas sikert jelentett a klub részére, hogy Bendekovics András (Bérczes András néven) szerepelt az 1936-os berlini olimpián. Ő volt a korszak egyik legjobb játékosa a régióban.
A második világháború után a csapat az NB I B csoportjába került, ami akkor az élvonalat jelentette. Volt egy „A csoport” is, de ez nem sorrendet, hanem besorolást jelentett. Ez az időszak jelentette a PVSK labdarúgó szakosztályának az „első aranykorát”. A korszaknak egyik kiemelkedő alakja volt Vezér (Werner) Antal, aki 1947. június 29-én, Jugoszlávia ellen a válogatottban is bemutatkozhatott.
1952-ben a PVSK feljutott a magyar első osztályba, amit csupán egy évig sikerült megtartani. 1979-ben ugyanez volt a forgatókönyv, a feljutást követően nem sikerült a bent maradás.
Ezt követően a PVSK megfordult a másodosztályban, a harmadosztályban és a Megyei I. osztályban is. Jelenleg is a megyei első osztályban szerepel a csapat.
1997-ben egyesült a másodosztályban szereplő Pécs '96 FC-vel (korábban DDGáz SE), melynek következtében a csapat 3 évig PVSK-Pécs '96 FC néven szerepelt (első évben a negyedosztályú NB III bajnoka lett a csapat, majd két évig a harmadosztályú NB II-ben szerepelt). 2000 után újra PVSK néven néhány évig harmad- és negyedosztályú volt, a 2009/10-es szezonban a megye I/B-ben, azaz az ötödosztályban szerepelt, azóta a megye I tagja.
A PVSK Verseny utcai sporttelepén multifunkcionális sportlétesítmény építését tervezik.

## Híres játékosok
* a félkövérrel írt játékosok rendelkeznek felnőtt válogatottsággal.
- Hegyi Sándor
- Vezér Antal

## Sikerek
- Első osztály (Országos Bajnokság, Nyugati Csoport): 1945-1946[4] (7. helyezés), 1952[5] (14. helyezés, Pécsi Lokomotív néven), 1979-1980[6] (18. helyezés)

Első helyezések alsóbb osztályokban:
- Másodosztály (Nemzeti Bajnokság II, Nyugati csoport, később Nemzeti Bajnokság III, Délnyugati-csoport): 1961-1962, 1970, 1970-1971, 1977-1978, 1978-1979
- Harmadosztály (Nemzeti Bajnokság III, Dráva csoport (harmadosztály): 1993-1994
- Negyedosztály – (Nemzeti Bajnokság III, Dráva "B" csoport, később Nemzeti Bajnokság III, Dráva csoport, még később Baranya megyei I. osztály): 1989-1990, 1997-1998, 2000-2001
- Ötödosztály (Baranya megyei I/B. osztály): 2009-2010

## Fejlesztések

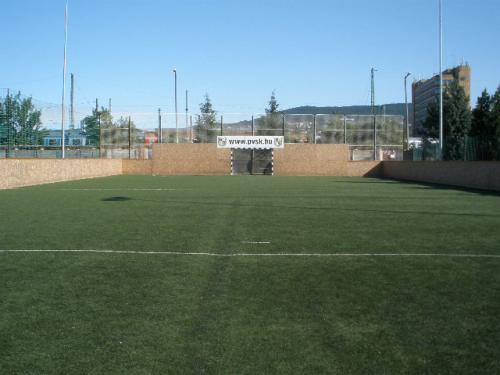
Műfüves kispálya.

2007-ben pályázati támogatással 20x40 méteres, világszínvonalú, vízelvezető alapokkal, palánkkal felszerelt, műfüves labdarúgó kispálya épült. Folyamatban van egy műfüves labdarúgó nagypálya megvalósítása is, a beruházáshoz azonban sokáig nem állt rendelkezésre elegendő önrész. A legendás fekete salakot végül 2014. október 6-án adták át. Az átadáson Páva Zsolt pécsi polgármester is részt vett. Az új pályát egyelőre nem lehet használni, hiszen a játéktér egyik összetevője, a gumiőrlemény még zsákokban áll a pálya szélén.

## Híres játékosok
- Bérczes András
- Archie Hawkins